# Das Plakat
Das Plakat est une publication périodique illustrée consacrée à l'art publicitaire et graphique, fondée à Berlin par Hans Sachs en 1910 et disparue en 1922.

## Histoire
Grand collectionneur d'affiches, Hans Sachs décide de fonder en 1905 à Berlin la Verein der Plakatfreunde (de) (« Société des amis de l'affiche »), avec un ami également collectionneur, Hans Meyer. En 1906, le duo rencontre Lucian Bernhard, fondateur d'un nouveau concept d'affiche, le Plakatstil (en) ou Sachplakat : le support imprimé présente en général sur fond monochrome un objet et un mot, en un style contrastant avec la débauche graphique propre à l'Art nouveau. En janvier 1910, ils décident de lancer une publication trimestrielle, d'abord intitulée Mitteilungen des Verein der Plakatfreunde (« Bulletin [de liaison] de la Société des amis de l'affiche »). La couverture reprend le logo créé par Bernhard, une femme habillée à la mode du siècle passé regardant à travers ses lunettes un motif graphique, logo qui sera décliné les années suivantes. Le tirage initial est de 200 exemplaires, destinés aux membres de cette association. L'impression fait appel aux techniques lithographiques. La pagination alterne entre 28 et 64 pages. L'analyse du contenu révèle un intérêt plus large que l'affiche : la typographie, les techniques modernes d'impression, et plus généralement, le graphisme, au service de la publicité et de la vente, sont mis en avant. Hans Sachs et ses amis s'inscrivent dans la lignée de ce que les Américains, surtout à Chicago, ont mis en lumière dès 1893, avec une publication comme Art in Advertising. Les Britanniques avaient lancé en 1898 de leurs côtés The Poster. En France, vers la même époque, John Grand-Carteret fut l'un des premiers à étudier l'art publicitaire et graphique. Par ailleurs, même s'il reste attaché à une vision fonctionnelle placée au service du commerce et de l'industrie, Hans Sachs admire Toulouse-Lautrec, dont il possède la plupart des affiches,.
En 1911 et 1912, la Mitteilungen des Verein der Plakatfreunde garde un rythme trimestriel de publication et commence à offrir à un artiste différent d'illustrer la couverture. En octobre 1912, Carl Kunst (de) (1884-1912) livre ici l'une de ses dernières compositions.

Couverture du Mitteilungen des Verein der Plakatfreunde par, octobre 1911.

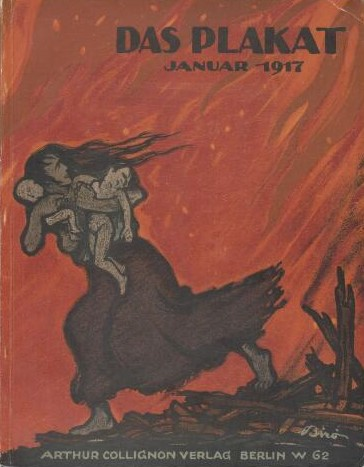
Couverture de janvier 1917 par Mihály Bíró.

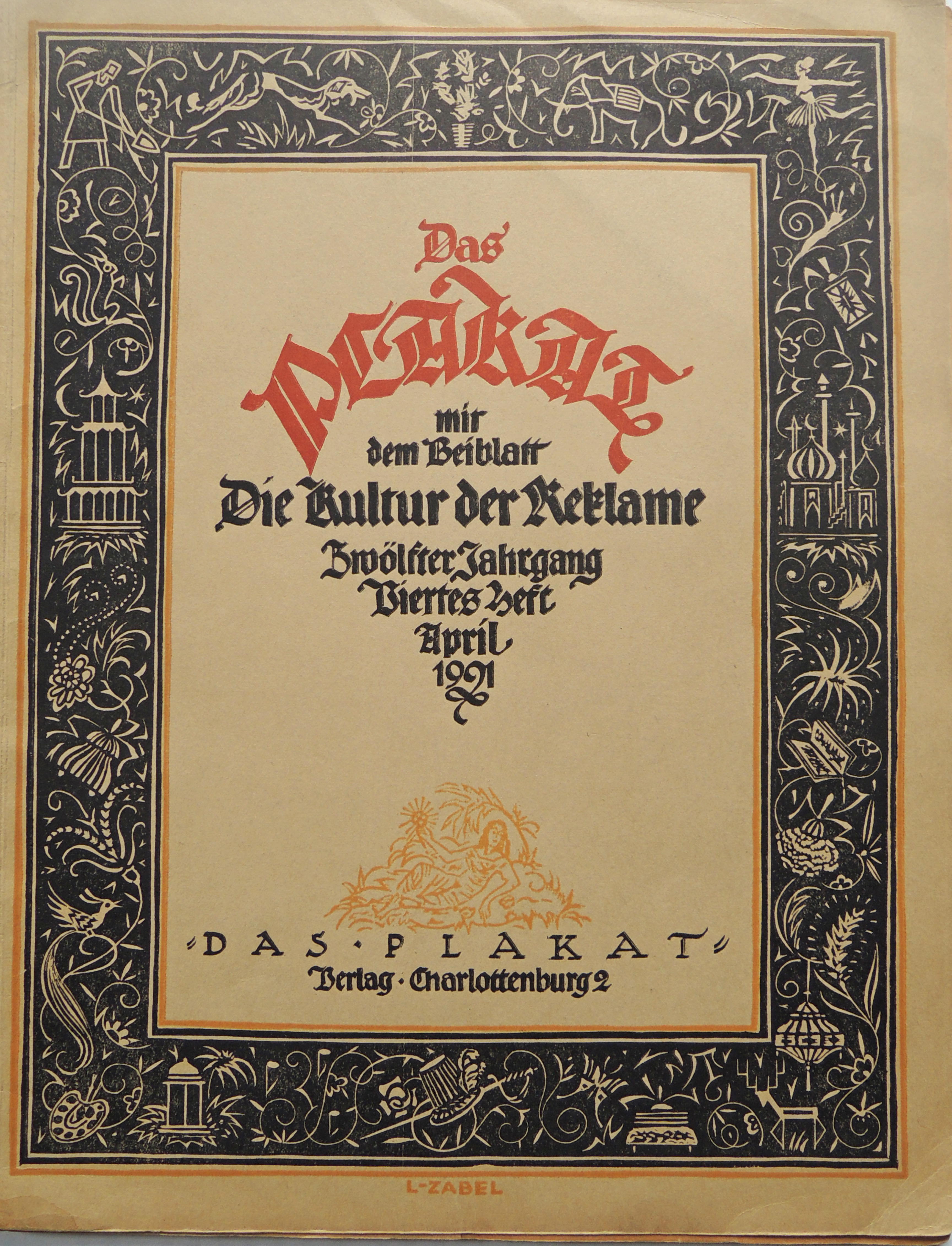
Couverture d'avril 1921 par.

En janvier 1913, le bulletin est rebaptisé Das Plakat et devient bimestriel, imprimé à Berlin sur les presses de Max Schildberger. La première couverture est confiée à Emil Cardinaux. Le rythme de parution reste constant jusqu'en 1916, puis du fait de la guerre, passe à 4 livraisons par an (1916-1918). En 1919, le rythme redevient bimestriel, et en 1920, devient mensuel, sans compter des hors-série (Japon, en mars), jusqu'en novembre-décembre 1921 (numéro double), conservant le même format, des pages intérieures en noir et blanc, et parfois en bichromie voire en couleurs (pour les livraisons de fin d'année), avec un tirage en nette progression, jusqu'à 5 000 exemplaires (1920). Arthur Collignon devient durant la Première Guerre mondiale temporairement l'imprimeur. En 1919, un supplément est lancé, Die Kultur der Reklame, portant sur l'analyse et l'évolution de la publicité. En 1922, la Verein der Plakatfreunde, sans doute à cause d'importantes pertes financières, comme le signale l'appel à dons et la publication de l'état des comptes publiés en tête du dernier numéro, est dissoute par Sachs, Otto Firle (de) et Lucian Zabel (de). Par ailleurs, l'Allemagne est alors frappée de plein fouet par une crise économique.

## Contributeurs
- Beggarstaff Brothers
- Lucian Bernhard
- Mihály Bíró
- William H. Bradley
- Emil Cardinaux
- Franz Christophe (de)
- Josef Fenneker (de)
- Otto Firle (de)
- Leo Gestel (de)
- Julius Gipkens (de)
- Hans Rudi Erdt (de)
- Ludwig Hohlwein
- Ferdy Horrmeyer (de)
- Walter Kampmann (de)
- Carl Kunst (de)
- Burkhard Mangold (de)
- Paul Muni
- Emil Orlik
- Emil Preetorius (en)
- Auguste Roubille
- Walter Schnackenberg (de)
- Karl Schulpig (de)
- Adolf Uzarski
- Greta Welamson (sv)
- Jupp Wiertz (de)
- Lucian Zabel (de)